# IモードFeliCa
iモードFeliCa（アイモードフェリカ）とは、非接触型ICチップである「FeliCa」チップを内蔵したNTTドコモの携帯電話に関する技術の名称である。

## 概要
iモードFeliCaに対応した携帯電話を同社は総称して「おサイフケータイ」と呼び、利用シーンを「ケータイ・デ・ピッ! と」のスローガンで表している。同社のインターネット接続サービスの名称であるiモードと連携し、FeliCaチップを利用するサービスをネットワークからダウンロードして登録できるなど、従来のFeliCaにネットワークとの親和性が加わったことから、この名称が名付けられている。
なお、他の企業の商標同士を組み合わせた用語という特殊なケースでもある。2005年9月よりauではEZ FeliCaという名称で、2005年11月よりボーダフォン(日本法人、現ソフトバンクモバイル)では「ボーダフォンライブ!FeliCa(現S!FeliCa)」という名称で、ドコモの登録商標「おサイフケータイ」を借りて発売している。ユーザーの抱え込みよりもサービスそのものの普及を促すため、他キャリアにも「おサイフケータイ」の名称を許可することとしたものである。
FeliCaチップの容量は当初約5KBであったが、903iシリーズから約15KBに増量した。
FeliCaチップ（モバイルFeliCa ICチップ）関連のライセンス提供やプラットフォーム提供は、フェリカネットワークスが行っている。

## 対応機種

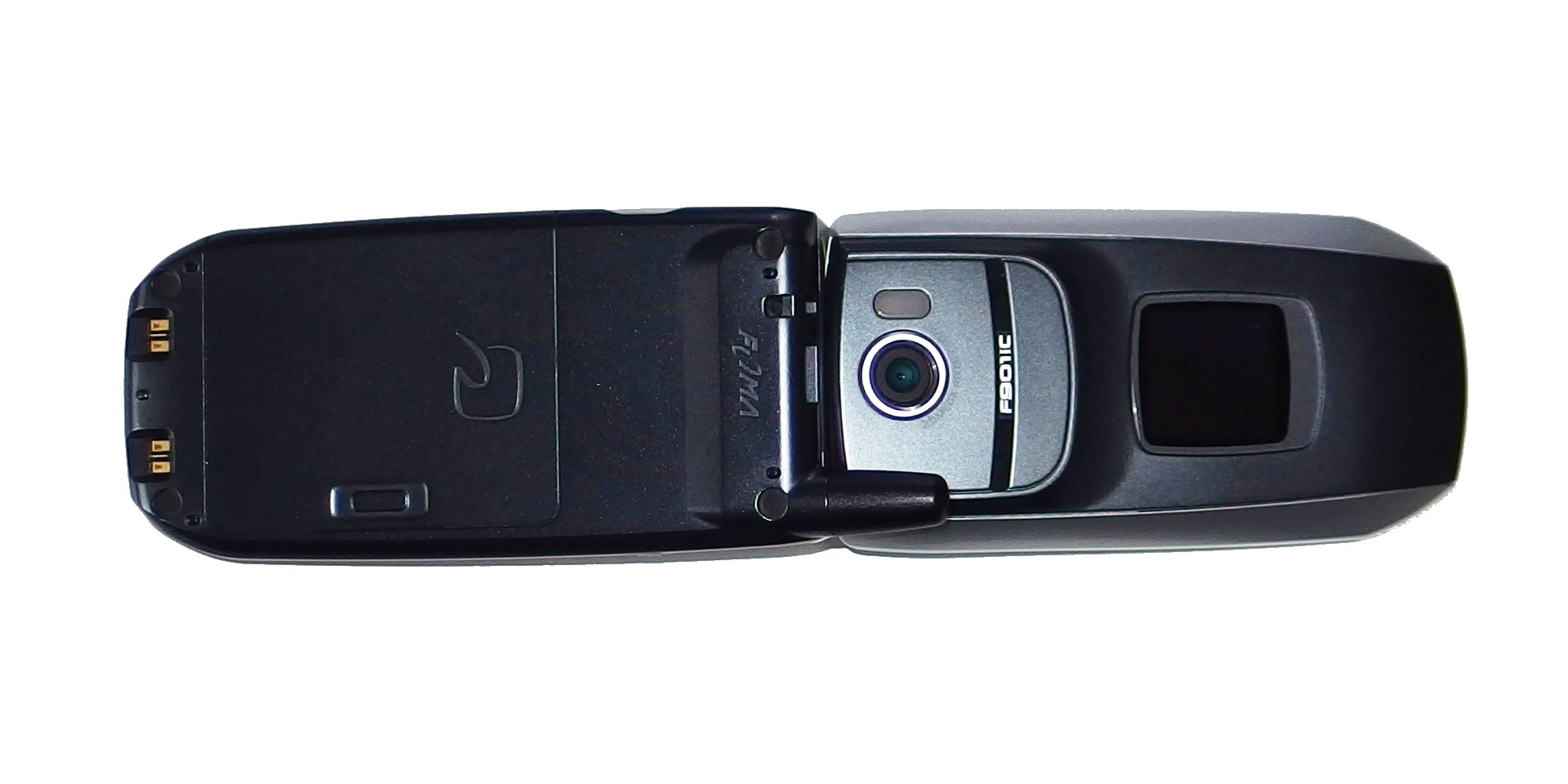
iモードFeliCaを搭載した初期の携帯電話「F901iC」。バッテリーカバーにあるFeliCaプラットフォームマークを読み取り機器にかざして使用する。

mova506iシリーズ（P506iC、SH506iC、SO506iC、P506iCII）やFOMA F900iC、901iシリーズ（F901iC、N901iC、SH901iC、P901iTV）を皮切りに、現在販売されているほとんどの機種が対応している。ただし、海外メーカー製の機種やシニア向け機種などでは、最新機種でも対応していない場合がある。また、初期のモデルにはモバイルSuicaに関してのみ非対応となるものが存在する（詳しくはモバイルSuicaの項を参照）。